# Geriatrie și gerontologie
Geriatrie și gerontologie este specialitatea medicală care are drept obiective asistența medicală din îngrijirea acută, cronică, preventivă, de recuperare și terminală a vârstnicilor, precum și studiul procesului de îmbătrânire din punct de vedere somatic, mental, funcțional și social la nivel individual, și al problematicii legate de acest proces la nivelul societății.

## Formarea geriatrică în alte țări SUA
În Statele Unite, geriatrii sunt medici de îngrijire primară (D.O. sau M.D.) care sunt certificați în medicină de familie sau în medicină internă și care au absolvit pregătirea suplimentară necesară pentru obținerea Certificatului de calificare suplimentară (CAQ) în medicina geriatrică.
Potrivit Alianței pentru lucrătorii din domeniul îngrijirii persoanelor vârstnice, forța de muncă actuală din domeniul sănătății nu este suficient de mare pentru a satisface nevoile generației baby-boomer din țară. În plus, deficitul de lucrători specializați în îngrijirea persoanelor în vârstă este și mai pronunțat. Proiecțiile actuale indică faptul că, până în 2030, vor trebui să intre în rândul forței de muncă 3,5 milioane de furnizori de servicii de sănătate și lucrători de îngrijire directă în plus pentru a răspunde nevoilor numărului mare de adulți în vârstă.
Geriatrii au dezvoltat o expertiză vastă în ceea ce privește procesul de îmbătrânire, impactul îmbătrânirii asupra tiparelor de boală, terapia medicamentoasă la vârstnici, menținerea sănătății și reabilitarea. Aceștia îndeplinesc o varietate de roluri, inclusiv îngrijire spitalicească, îngrijire pe termen lung, îngrijire la domiciliu și îngrijire terminală. Aceștia participă adesea la consultări de etică pentru a prezenta modelele unice de sănătate și boală observate la adulții în vârstă. Modelul de îngrijire practicat de geriatrii se concentrează foarte mult pe o colaborare strânsă cu alte discipline, cum ar fi asistentele medicale, farmaciștii, terapeuții și asistenții sociali.